# Simetria bilateral

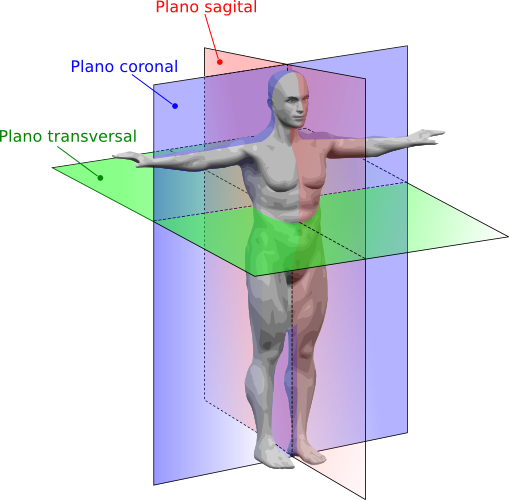
Planos de simetria

Uma das características mais utilizadas para descrever e classificar os seres vivos tem a ver com a existência ou não de simetria no seu corpo. Animais como a medusa e anêmonas - Filo Cnidaria - e a estrela-do-mar e ouriço-do-mar - Filo Echinodermata - têm simetria radial (vários eixos de simetria). A maioria dos animais tem simetria bilateral, isto é, com um único eixo de simetria.
Na verdade não existe animal algum perfeitamente simétrico. Trata-se apenas de uma aproximação ideal. A aplicação de um conceito abstracto (ainda mais do âmbito da geometria) à natureza faz-se quase sempre mais por semelhança que pela identidade entre ideia e coisa concreta. Nos seres humanos, por exemplo, para além das inevitáveis assimetrias exteriores (há quem chegue a ter o olho direito com uma cor diferente da do esquerdo), há muitas assimetrias no interior do corpo: alguns órgãos, como são únicos (estômago, fígado, coração) ou estão inclinados para um dos lados ou então situam-se num deles. Até os pulmões, sendo dois, têm tamanhos diferentes. No caso de outros animais, como a cobra (que, devido à sua forma tubular obriga os órgãos a distribuirem-se de forma peculiar), as assimetrias internas são ainda mais notórias.